# 王耀辰
王耀辰（？—？），浙江烏程（今浙江湖州）人，清朝政治人物、進士出身。
嘉慶十三年，登進士，后改庶吉士，嘉慶十四年，授翰林院編修。嘉慶十五年，任湖北鄉試副考官、山東道監察御史。嘉慶二十二年，任雲南道監察御史。嘉慶二十四年，任安徽鳳陽府知府，后兼署福建按察使鹽法道。